# Liste des œuvres de Sax Rohmer
Sax Rohmer (pseudonyme d'Arthur Henry Ward ; 1883-1959) était un écrivain britannique de chansons, sketches, pièces de théâtre et d'histoires.

## Biographie
Sax Rohmer naît à Birmingham de parents immigrants irlandais. Vers 1886 la famille déménage à Londres, où il est scolarisé. Sa formation terminée en 1901, à la suite de la mort de sa mère alcoolique. Après avoir tenté une carrière dans l'administration, ainsi que dans les services bancaires, le journalisme et l'industrie du gaz, Rohmer commence à écrire des chansons comiques, des monologues et des sketches pour des  artistes interprètes de music-hall, parmi lesquels Little Tich et George Robey,,. Le premier livre de Rohmer, Pause!, une série de sketches conçus par Robey et écrits par Rohmer, est publié de manière anonyme en 1910. Pour son deuxième livre, il est nègre littéraire pour une biographie de Little Tich, publiée sous le vrai nom de Tich, Harry Relph.
En 1913, Le Mystère du Dr Fu-Manchu est publié, un roman qui introduit Fu Manchu, décrit par Rohmer comme « le péril jaune incarné dans un homme ». L'ouvrage vaut à son auteur la popularité et la richesse.Rohmer écrit au total 15 livres de Fu Manchu et, même si le personnage est mort plus d'une fois, la pression du public exigeait son retour. Fu Manchu est le personnage avec lequel Rohmer « reste le plus fortement identifié » ; il est décrit par Will Murray, le biographe de Rohmer, comme l'un des personnages littéraires « qui a atteint l'acceptation universelle et la popularité, et qui ne sera pas oublié », aux côtés de Sherlock Holmes, Tarzan et Dracula. À partir de 1951, Rohmer publie cinq romans dont Sumuru est la principale protagoniste ; c'est une contrepartie féminine  de Fu Manchu, et les romans ont été à la fois populaires et réussis.
Rohmer contracte la grippe asiatique en 1958, et meurt l'année suivante, à la suite de complications.
Son personnage le plus connu lui a survécu grâce à de nombreux films, et à des interprétations à la radio et à la télévision.

## Chansons et monologues

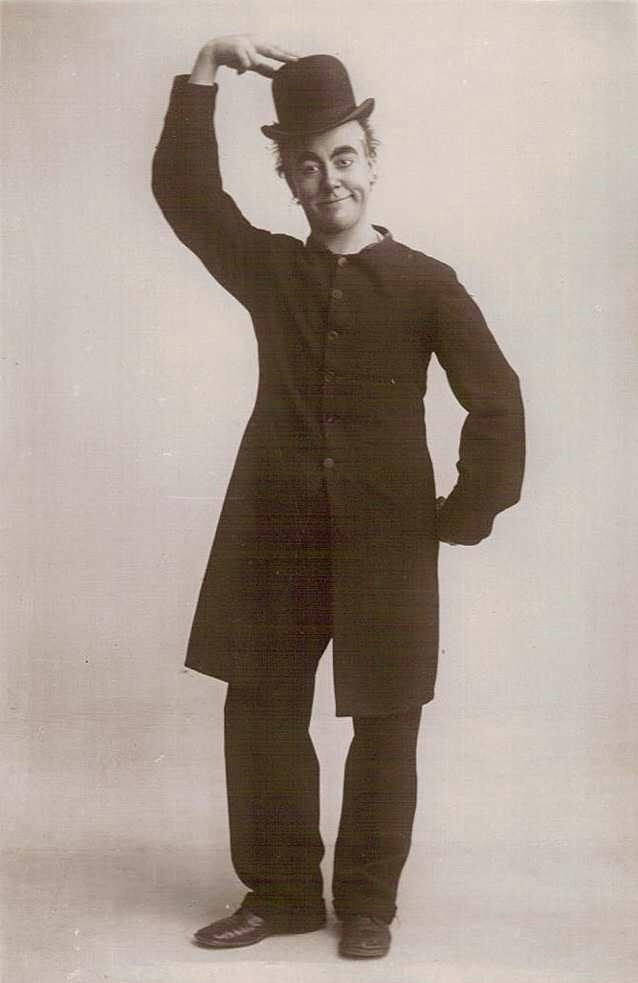
George Robey, pour qui Rohmer a écrit des chansons et des sketchs

| Titre                                                      | Année de première publication | Éditeur de la première édition           | Notes                                                                                                | Ref.   |
| ---------------------------------------------------------- | ----------------------------- | ---------------------------------------- | --- | ------ |
| "Bang went the Chance of a Lifetime!"                      | 1908                          | Francis, Day & Hunter Ltd. (en), Londres | | [ 9 ]  |
| "Tom Took Tickets for Two"                                 | 1909                          | Francis, Day & Hunter Ltd., Londres      | | [ 10 ] |
| "I've Been Looking for You for Years, and Years and Years" | 1909                          | Francis, Day & Hunter Ltd., Londres      | Écrit et composé par R. Noel, Rohmer & T. W. Thurban                                                 | [ 11 ] |
| "The Camels' Parade : A Desert Arabesque"                  | 1910                          | Ascherberg, Hopwood & Crew, Londres      | Plus tard arrangé pour la fanfare militaire par M. Retford.                                          | [ 12 ] |
| "Aboo Tabah"                                               | 1910                          | None listed                              | Écrit par Rohmer et T. W. Thurban                                                                    | [ 13 ] |
| "The Pigtail of Li Fang Fu"                                | 1919                          | Reynolds & Co, Londres                   | Monologue musical; écrit et composé par Rohmer. Transcription pour piano arrangée par T. W. Thurban. | [ 14 ] |
| "Orange Blossoms: A Chinese Tale"                          | 1921                          | Reynolds & Co, Londres                   | Monologue musical                                                                                    | [ 15 ] |

## Non-fiction

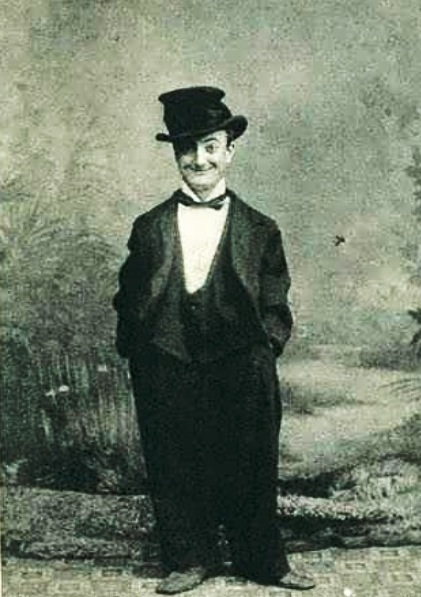
Little Tich

| Titre                                         | Année de première publication | Éditeur de la première édition | Categorie              | Notes                                                                                          | Ref.         |
| --------------------------------------------- | ----------------------------- | ------------------------------ | ---------------------- | ---------------------------------------------------------------------------------------------- | ------------ |
| Pause!                                        | 1910                          | Greening (Londres)             | Sketches humoristiques | Publié anonymement; esquisses conçues par George Robey                                         | [ 4 ] [ 16 ] |
| Little Tich: A Book of Travels and Wanderings | 1911                          | Greening (Londres)             | Biographie             | Biographie d'un écrivain fantôme de Little Tich, publiée sous le vrai nom de Tich, Harry Relph | [ 2 ] [ 17 ] |
| The Romance of Sorcery                        | 1914                          | Methuen Publishing, Londres    | Histoire               | Une histoire de l'occulte et de ses principaux praticiens                                      | [ 6 ] [ 18 ] |

## Romans et recueils de nouvelles

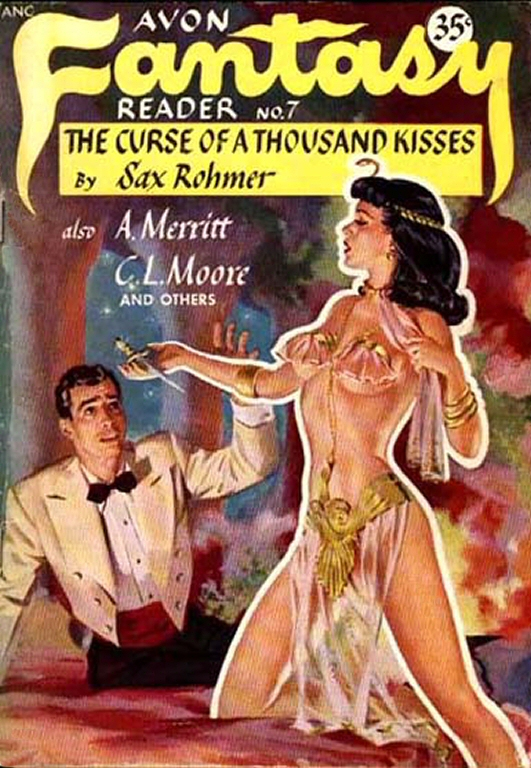
"The Curse of a Thousand Kisses", une histoire courte publié dans l'un des recueils de Sax Rohmer, qui a été republié en 1948 dans Avon Fantasy Reader.

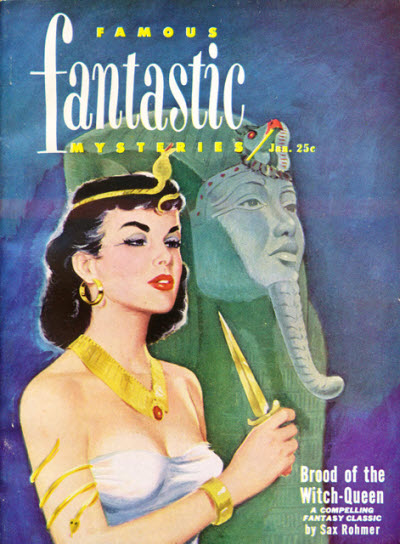
Brood of the Witch-Queen a été réimprimé en janvier 1951 dans la publication de Famous Fantastic Mysteries

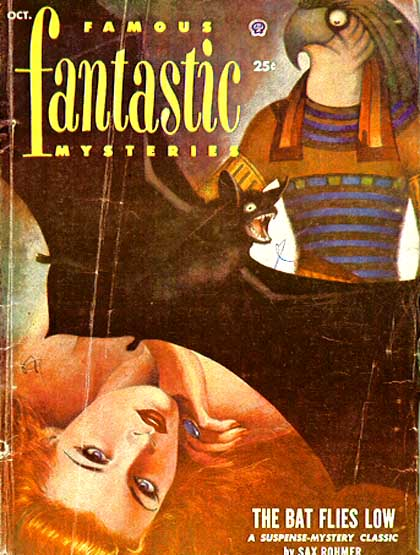
The Bat Flies Low, une des quelques nouvelles de Rohmer qui n'a jamais été utilisé dans une édition papier, a été réimprimé en janvier 1951 dans la publication de Famous Fantastic Mysteries

« Un grand et digne Chinois, vêtu d'un manteau de fourrure et coiffé d'une casquette de fourrure, s'est levé et a marché... Pendant un instant, tandis que la lumière sortait de la porte ouverte, j'avais vu le visage de l'homme dans la casquette de fourrure, et à cet instant, mon monstre imaginaire s'est réveillé... Je savais que j'avais vu le Dr Fu-Manchu ! Son visage était l'incarnation vivante de Satan. »

— Rohmer, décrivant le moment d'inspiration pour Fu Manchu
| Titre                                                                | Année de première publication | Éditeur de la première édition    | Notes | Ref.          |
| -------------------------------------------------------------------- | ----------------------------- | --------------------------------- | --- | ------------- |
| The Mystery of Dr. Fu-Manchu (en)                                    | 1913                          | Methuen Publishing, Londres       | Dans les éditions ultérieures, le trait d'union entre le nom de Fu Manchu et le titre du livre a été supprimé. | [ 22 ]        |
| The Sins of Séverac Bablon                                           | 1914                          | Cassell, Londres                  | | [ 23 ]        |
| The Yellow Claw (en)                                                 | 1915                          | McBride, New York                 | Publié au Royaume-Uni par Methuen Publishing, Londres (1915)                                                   | [ 24 ] [ 25 ] |
| The Devil Doctor                                                     | 1916                          | Methuen Publishing, Londres       | | [ 26 ]        |
| The Exploits of Captain O'Hagan                                      | 1916                          | Jarrold Publishing, Londres       | Collection de nouvelles                                                                                        | ,             |
| The Si-Fan Mysteries                                                 | 1917                          | Methuen Publishing, Londres       | | [ 29 ]        |
| Brood of the Witch-Queen (en)                                        | 1918                          | Pearson, Londres                  | | [ 30 ]        |
| Tales of Secret Egypt                                                | 1918                          | Methuen Publishing, Londres       | Collection de nouvelles                                                                                        | [ 28 ] [ 31 ] |
| The Orchard of Tears                                                 | 1918                          | Methuen Publishing, Londres       | | [ 32 ]        |
| The Quest of the Sacred Slipper                                      | 1919                          | Pearson, Londres                  | | [ 33 ]        |
| Dope: A Story of Chinatown and the Drug Traffic (en)                 | 1919                          | Cassell, Londres                  | | [ 34 ]        |
| The Golden Scorpion                                                  | 1919                          | Methuen Publishing, Londres       | | [ 35 ]        |
| The Dream Detective, Being Some Account of the Methods of Moris Klaw | 1920                          | Jarrold Publishing, Londres       | Collection de nouvelles                                                                                        | [ 28 ] [ 36 ] |
| The Green Eyes of Bâst                                               | 1920                          | Cassell, Londres                  | | [ 37 ]        |
| The Haunting of Low Fennel                                           | 1920                          | Pearson, Londres                  | Collection de nouvelles                                                                                        | [ 28 ] [ 38 ] |
| Bat-Wing                                                             | 1921                          | Cassell, Londres                  | | [ 39 ]        |
| Fire-Tongue                                                          | 1921                          | Cassell, Londres                  | | [ 40 ]        |
| Tales of Chinatown                                                   | 1922                          | Cassell, Londres                  | Collection de nouvelles                                                                                        | [ 28 ] [ 41 ] |
| Grey Face                                                            | 1924                          | Cassell, Londres                  | | [ 42 ]        |
| Yellow Shadows                                                       | 1925                          | Cassell, Londres                  | | [ 43 ]        |
| Moon of Madness                                                      | 1927                          | Doubleday, Page, Garden City, NY  | Publié au Royaume-Uni par Cassell, Londres (1927)                                                              | [ 44 ] [ 45 ] |
| She Who Sleeps                                                       | 1928                          | Doubleday, Doran, Garden City, NY | Publié au Royaume-Uni par Cassell, Londres (1928)                                                              | [ 44 ] [ 46 ] |
| The Emperor of America                                               | 1929                          | Doubleday, Doran, Garden City, NY | Publié au Royaume-Uni par Cassell, Londres (1929)                                                              | [ 44 ] [ 47 ] |
| The Day the World Ended                                              | 1930                          | Doubleday, Doran, Garden City, NY | Publié au Royaume-Uni par Cassell, Londres (1930)                                                              | [ 44 ] [ 48 ] |
| Daughter of Fu Manchu                                                | 1931                          | Doubleday, Doran, Garden City, NY | Publié au Royaume-Uni par Cassell, Londres (1931)                                                              | [ 44 ] [ 49 ] |
| Yu'an Hee See Laughs                                                 | 1932                          | Doubleday, Doran, Garden City, NY | Publié au Royaume-Uni par Cassell, Londres (1932)                                                              | [ 44 ] [ 50 ] |
| Tales of East and West                                               | 1932                          | Cassell, Londres                  | Collection de nouvelles                                                                                        | [ 28 ]        |
| The Mask of Fu Manchu                                                | 1932                          | Doubleday, Doran, Garden City, NY | Publié au Royaume-Uni par Cassell, Londres (1933)                                                              | [ 44 ] [ 51 ] |
| Fu Manchu's Bride                                                    | 1933                          | Doubleday, Doran, Garden City, NY | Publié au Royaume-Uni sous le nom de The Bride of Fu Manchu, Cassell, Londres (1933)                           | ,             |
| The Trail of Fu Manchu                                               | 1934                          | Doubleday, Garden City, NY        | Publié au Royaume-Uni par Cassell, Londres (1934)                                                              | [ 54 ] [ 55 ] |
| The Bat Flies Low                                                    | 1935                          | Doubleday, Doran, Garden City, NY | Publié au Royaume-Uni par Cassell, Londres (1935)                                                              | [ 54 ] [ 56 ] |
| President Fu Manchu                                                  | 1936                          | Doubleday, Doran, Garden City, NY | Publié au Royaume-Uni par Cassell, Londres (1936)                                                              | [ 54 ] [ 57 ] |
| White Velvet                                                         | 1936                          | Doubleday, Doran, Garden City, NY | Publié au Royaume-Uni par Cassell, Londres (1936)                                                              | [ 54 ] [ 58 ] |
| Salute to Bazarada and Other Stories                                 | 1939                          | Cassell, Londres                  | Collection de nouvelles                                                                                        | [ 28 ]        |
| The Drums of Fu Manchu                                               | 1939                          | Doubleday, Garden City, NY        | Publié au Royaume-Uni par Cassell, Londres (1939)                                                              | [ 54 ] [ 59 ] |
| The Island of Fu Manchu                                              | 1941                          | Doubleday, New York               | Publié au Royaume-Uni par Cassell, Londres (1941)                                                              | [ 54 ] [ 60 ] |
| Seven Sins                                                           | 1943                          | McBride, New York                 | Publié au Royaume-Uni par Cassell, Londres (1944)                                                              | [ 54 ] [ 61 ] |
| Egyptian Nights                                                      | 1944                          | Hale, Londres                     | Collection de nouvelles                                                                                        | [ 28 ]        |
| Shadow of Fu Manchu                                                  | 1948                          | Doubleday, Doran, New York        | Publié au Royaume-Uni par Jenkins, Londres (1949)                                                              | [ 54 ] [ 62 ] |
| Hangover House                                                       | 1949                          | Random House, New York            | Publié au Royaume-Uni par Jenkins, Londres (1950)                                                              | [ 63 ] [ 64 ] |
| Nude in Mink                                                         | 1950                          | Fawcett Books, New York           | Publié au Royaume-Uni sous le nom de Sins of Sumuru, par Jenkins, Londres (1950)                               | [ 63 ] [ 65 ] |
| Wulfheim                                                             | 1950                          | Jarrold Publishing, Londres       | Publié sous le pseudonyme Michael Furey                                                                        | [ 66 ]        |
| Sumuru                                                               | 1951                          | Fawcett Books, New York           | Publié au Royaume-Uni sous le nom de Slaves of Sumuru, par Jenkins, Londres (1952)                             | [ 63 ] [ 67 ] |
| The Fire Goddess                                                     | 1952                          | Fawcett Books, New York           | Publié au Royaume-Uni sous le nom de Virgin in Flames, par Jenkins, Londres (1953)                             | [ 63 ] [ 68 ] |
| The Moon is Red                                                      | 1954                          | Jenkins, Londres                  | | [ 69 ]        |
| Return of Sumuru                                                     | 1954                          | Fawcett Books, New York           | Publié au Royaume-Uni sous le nom de Sand and Satin, par Jenkins, Londres (1955)                               | [ 63 ] [ 70 ] |
| Sinister Madonna                                                     | 1956                          | Jenkins, Londres                  | | [ 71 ]        |
| Re-Enter Fu Manchu                                                   | 1957                          | Fawcett Books, New York           | Publié au Royaume-Uni sous le nom de Re-Enter Dr. Fu Manchu, par Jenkins, Londres (1957)                       | ,             |
| Emperor Fu Manchu                                                    | 1959                          | Jenkins, Londres                  | | [ 73 ]        |
| The Secret of Holm Peel and Other Strange Stories                    | 1970                          | Ace Books, New York               | Publié à titre posthume; Collection de nouvelles                                                               | ,             |
| The Wrath of Fu Manchu and Other Stories                             | 1973                          | Stacey, Londres                   | Publié à titre posthume                                                                                        | [ 72 ]        |

## Series

### Dr.Fu Manchuand Gaston Max
1. The Mystery of Dr. Fu-Manchu (été-automne 1911) (Titre américain : The Insidious Dr. Fu-Manchu).
2. The Yellow Claw (1912)
3. The Devil Doctor (été-octobre 1913) (Titre américain : The Return of Dr Fu-Manchu)
4. The Si-Fan Mysteries (novembre 1913 - janvier 1914) (Titre américain : The Hand of Fu-Manchu)
5. "The Mark of the Monkey." (1914)
6. The Golden Scorpion (1919)
7. "The Blue Monkey" (1920)
8. The Day the World Ended (1928)
9. The Daughter of Fu Manchu (1928)
10. "The Turkish Yataghan." (1928-9)
11. The Mask of Fu Manchu (1929)
12. The Bride of Fu Manchu (1933)
13. The Trail of Fu Manchu (1934)
14. President Fu Manchu (1936)
15. The Drums of Fu Manchu (1938)
16. The Island of Fu Manchu (1940)
17. Seven Sins (1943)
18. The Shadow of Fu Manchu (1947)
19. The Wrath of Fu Manchu (1951)
20. Re-Enter Dr. Fu Manchu (1956)
21. The Eyes of Fu Manchu" (1957)
22. Emperor Fu Manchu (1958)
23. "The Word of Fu Manchu" (1958)
24. "The Mind of Fu Manchu" (1959)

### Red Kerry
1. Dope: A Story of Chinatown and the Drug Traffic (1919)
2. Yellow Shadows (1925)

### Paul Harley
1. Bat-Wing (1921)
2. Fire-Tongue (1921)

### Sumuru
1. Nude in Mink (The Sins of Sumuru) (1950)
2. The Slaves of Sumuru (1951)
3. Virgin in Flames (The Fire Goddess) (1952)
4. Sand and Satin (The Return of Sumuru) (1954)
5. Sinister Madonna (1956)

## Pièces
| Titre           | Première représentation | Notes                                                                                  | Ref.   |
| --------------- | ----------------------- | -------------------------------------------------------------------------------------- | ------ |
| Round in Fifty  | 6 mars 1922             | de Rohmer and Julian et Lauri Wylie; première performance au Cardiff Empire à Cardiff  | [ 72 ] |
| The Eye of Siva | 8 août 1923             | Première performance au New Theatre à Londres                                          | [ 72 ] |
| Secret Egypt    | 4 août 1928             | Première performance au Q Theatre à Londres                                            | [ 72 ] |
| The Nightingale | 15 juillet 1947         | de Rohmer et Michael Martin Harvey; première performance au Prince's Theatre à Londres | [ 2 ]  |